# Eddie Friel
Eddie Friel, nom de scène d'Edward Joseph Friel (né en 1962 à Belfast) est un chanteur irlandais. Il est le représentant de l'Irlande au Concours Eurovision de la chanson 1995 avec Dreamin'.

## Biographie
Après un diplôme de formation musicale, il devient professeur de musique en 1986. Après un an, il décide d'être musicien et compositeur dans des pianos-bars locaux ainsi qu'au Canada et en Europe, où il voyage pendant un an.
Il fait des tournées avec Van Morrison en tant que pianiste et joue beaucoup sur l'album de Van Morrison Hymns to the Silence.
Au concours Eurovision de la chanson 1995, la chanson Dreamin’ obtient 44 points et finit à la 14e place sur vingt-trois participants, alors que l'Irlande avait remporté les trois dernières éditions.